# Гарднер (скалы)
Скалы Гарднер (англ. Gardner Pinnacles, гав. Pūhāhonu) — две необитаемые скалы, лишённые растительности и окружённые рифом. Расположены в Гавайском архипелаге в 946 км к северо-западу от города Гонолулу. К юго-востоку расположен атолл Френч-Фригат-Шолс, а к северо-западу — риф Маро. Гавайское название — Pūhāhonu.

## География
Общая площадь суши — 0,024 км². Скалы представляют собой остатки древнего вулкана. Высшая точка — 52 м. Площадь окружающего рифа составляет 2,4 км².
В водах, омывающих скалы, обитает очень большое количество рыб, а на самих скалах — множество видов насекомых, 12 видов тропических птиц. Скалы Гарднер являются частью заповедника, поэтому доступ к ним ограничен.

## История
Скалы открыты 2 июня 1820 года американским китобоем Джозефом Элленом (англ. Joseph Allen). В апреле 1857 года, как и другие Северо-Западные острова, скалы Гарднер были аннексированы королём Гавайев Камехамехой IV. 7 июля 1898 года скалы стали частью США, а 3 февраля 1909 года — частью птичьего заповедника Гавайских островов.